# Berazategui (partido)
Pour le chef-lieu, voir Berazategui.
Pour les articles homonymes, voir Berazategui (homonymie).
Le partido de Berazategui est une subdivision de la province argentine de Buenos Aires. Fondé en 1960, son chef-lieu est Berazategui.
Le partido fait partie du groupe des 24 partidos de la Province de Buenos Aires constituant le Grand Buenos Aires avec la capitale fédérale.